# Зелёные — Зелёная альтернатива
«Зелёные — Зелёная альтернатива» (нем. Die Grünen — Die Grüne Alternative) — австрийская левоцентристская партия.
Австрийские зелёные являются членом Европейской партии зелёных.

## Идеология
Помимо экологических вопросов, таких как охрана окружающей среды, партия выступает за социально-экологические налоговые реформы. Её основные цели в соответствии с уставом 2001 года: «прямая демократия, отказ от насилия, экология, солидарность, феминизм и самоопределение».
Партия активно боролась за предоставление гомосексуальным парам права на вступление в брак, или, как минимум, на гражданский союз.

## История
Начало австрийскому движению «зелёных» было положено в 1978 году в ходе успешной кампании протеста против открытия АЭС в Цвентендорфе (нем. Zwentendorf), планировавшегося правительством Бруно Крайского. Сама Партия зелёных зародилась в 1984 году в ходе кампании протестов, не допустившей строительство Дунайской ГЭС в Хайнбурге (нем. Hainburg).
Партия создана в 1986 году под названием «Зелёная альтернатива» (нем. Grüne Alternative) путём объединения довольно консервативной партии «Объединённые зелёные Австрии» (нем. Vereinte Grüne Österreichs, VGÖ; основана в 1982 году) и более прогрессивной партии «Альтернативный список Австрии» (нем. Alternative Liste Österreichs, ALÖ; основана в 1983 году при участии леворадикальных активистов из Группы революционных марксистов). В 1995 году принято современное название.
На внеочередных выборах в Национальный совет в 2002 году Партия зелёных получила 9,47 % голосов (17 мест).
28 сентября 2008 года в Австрии состоялись внеочередные выборы в Национальный совет. «Зелёные» во главе с Александром ван дер Белленом завоевали 10,4 % голосов и 20 мест в парламенте, утратив занятое на предудыщих выборах третье место. После этих выборов Александр Ван дер Беллен ушёл с поста лидера партии, и эту должность заняла Эва Главишниг (Eva Glawischnig-Piesczek). 
В 2016 году бывший лидер «Зелёных» Александр Ван дер Беллен стал президентом Австрии, победив кандидата от правопопулистской Австрийской партии свободы Норберта Хофера. Несмотря на то, что Ван дер Беллен участвовал в этих выборах в качестве независимого кандидата, Партия зелёных поддерживала его кандидатуру, в том числе организационно и финансово, и его победа воспринималась в том числе как существенное политическое достижение партии.
В первой половине 2017 года в Партии зелёных произошло несколько конфликтных и кризисных ситуаций. В апреле произошёл конфликт между правлением партии и руководством её молодёжной группы, в результате чего некоторые руководители молодёжной группы вышли из партии. Вскоре после того, как в начале мая стало известно, что осенью 2017 года состоятся досрочные выборы в Национальное собрание (парламент Австрии), Эва Главишниг ушла с поста лидера партии. Лидером партии стала Ингрид Фелипе, но во главе партийного списка была поставлена Ульрике Луначек. При формировании партийного списка Петер Пильц, один из руководителей партии и её лидер в 1992—1994 годах, не был выбран на реальное место, вследствие чего он создал свой собственный список (Liste Pilz), в который перешли ещё несколько политиков от «Зелёных».
Дополнительной трудностью для «Зелёных» на выборах стало то, что крупные партии вели очень жёсткую борьбу между собой, и существенно меньший процент населения голосовал за малые партии.
На выборах, состоявшихся 15 октября 2017 года, Партия зелёных набрала 3,8 %, что недостаточно для того, чтобы пройти в парламент. Таким образом, «Зелёные» потеряли представительство в Национальном собрании через 31 год после того, как попали в него. Через несколько дней Ингрид Фелипе и Ульрике Луначек ушли со своих лидерских постов, и временным лидером партии стал Вернер Коглер (Werner Kogler).
По итогам парламентских выборов
2019 года зелёным удалось вернуться в парламент, получив 13,9 % голосов и 26 мест из 183. Партия вошла в правящую коалицию вместе с Австрийской народой партией.
Партия зелёных представлена в земельных советах (ландтагах) всех федеральных земель Австрии.